# Cigazure (periodiskt vattendrag)
Cigazure är ett periodiskt vattendrag i Burundi. Det ligger i den nordöstra delen av landet, 130 kilometer öster om huvudstaden Bujumbura.
I omgivningarna runt Cigazure växer huvudsakligen savannskog. Runt Cigazure är det ganska tätbefolkat, med 60 invånare per kvadratkilometer.